# Tekstilfag
Tekstilfag eller tekstile håndværksfag betegner de fagområder, der omfatter fremstilling og bearbejdning af tekstiler.
Skolebørns første møde med tekstilfag var skolefaget håndarbejde, der nu er en del af håndværk og design.  Et professionelt tekstilfag er skrædderi, men også andre fag, der beskæftiger sig med stoffer, trådteknikker, broderi, vævning etc.